# Albert Christian Ludolph
Albert Christian Ludolph (* 12. Dezember 1953 in Bad Pyrmont) ist ein deutscher Neurologe und emeritierter Ordinarius für Neurologie an der Universität Ulm. Er gilt als  Experte auf dem Gebiet der Motoneuron-Erkrankungen, insbesondere der Amyotrophen Lateralsklerose (ALS) und frontotemporalen Demenzen.

## Leben
Albert Ludolph wurde 1953 in Bad Pyrmont geboren. Nach dem Abitur studierte er von 1973 bis 1979 Medizin an den Universitäten Mainz und Göttingen. Seine Facharztausbildung absolvierte er von 1979 bis 1984 im Bereich Neurologie und Psychiatrie an der Universität Münster, unter der Leitung von G. Brune und R. Tölle.
1985 erhielt er ein Stipendium der Deutschen Forschungsgemeinschaft, um am Institute of Neurotoxicology des Albert Einstein College of Medicine in New York unter der Leitung von Spencer und Schaumburg zu forschen. 1987 habilitierte er sich an der Universität Münster, wo er anschließend als C2-Professor tätig war.
Von 1990 bis 1992 arbeitete Ludolph als Gastwissenschaftler und Visiting Associate Professor am Center for Research on Occupational and Environmental Toxicology sowie in der Neurologie in Portland, Oregon. 1993 wechselte er als C3-Professor an die Humboldt-Universität Berlin, wo er auch stellvertretender Direktor der Klinik für Neurologie war.
1996 wurde er als C4-Professor und Lehrstuhlinhaber für Neurologie an die Universität Ulm berufen, wo er bis 2024 als ärztlicher Direktor tätig war. Während seiner Zeit in Ulm gründete er das ALS-Forschungszentrum, das eine zentrale Rolle bei der Erforschung neurodegenerativer Erkrankungen in Deutschland einnimmt.
Albert Ludolph lebt in Ulm, hat mit seiner verstorbenen Ehefrau der Kinder- und Jugendpsychiaterin Andrea Ludolph vier Kinder.

## Forschungsschwerpunkte
Albert Ludolphs wissenschaftliche Arbeiten konzentrieren sich auf die Pathophysiologie und Therapie von Motoneuronerkrankungen, insbesondere ALS, sowie frontotemporale Demenzen. Er hat sich einen Ruf erworben, experimentelle Forschungsergebnisse erfolgreich in klinische Studien zu übersetzen. Er ist Autor oder Mitautor von über 800 wissenschaftlichen Artikeln (Ludolph ac – Search Results – PubMed) (Publikationen | Universitätsklinikum Ulm) und verfügt über einen H-Index von über 100 laut ResearchGate ((16) Albert Ludolph | Stats).
Neben seiner Forschung engagierte sich Ludolph in wissenschaftlichen Gremien und war unter anderem Vorsitzender des ALS-Gremiums der Europäischen Föderation der Neurologischen Gesellschaften (EFNS) und der European Academy of Neurology (EAN).

## Ehrungen und Auszeichnungen
Für seine Verdienste in der ALS-Forschung wurde Ludolph mehrfach ausgezeichnet. 2013 wurde ihm die Ehrenmitgliedschaft der Mongolischen Gesellschaft für Neurologie verliehen. 2015 erhielt er die prestigeträchtige Wilhelm-Erb-Gedenkmünze, eine der höchsten Auszeichnungen der Deutschen Gesellschaft für Neurologie (DGN) (Ehrungen für Ulmer ALS-Wissenschaftler – ALS-Ambulanz).

## Mitgliedschaften und Funktionen
Ludolph war Mitglied und Vorsitzender nationaler und internationaler wissenschaftlicher Gremien, darunter:
- Präsident der Deutschen Neurowissenschaftlichen Gesellschaft (2019–2021) (Prof. Albert Christian Ludolph | nwg-info.de[4])
- Vorsitzender der ALS-Forschungsgruppe der World Federation of Neurology (2009–2018)
- Mitglied des Neuroscience Board der Deutschen Forschungsgemeinschaft (DFG) (2009–2020)
- Wissenschaftlicher Beirat der Thierry Latran Foundation (seit 2008)[5]
- Delegierter der Deutschen Gesellschaft für Neurologie bei der World Federation of Neurology (seit 2014)[6]